# 尼斯南站
尼斯南站（Gare du Sud）是法国尼斯一座废弃的火车站，原为普罗旺斯铁路公司尼斯-迪涅莱班米轨铁路的终点站。
该站建于1890-1892年，采用优雅的新古典主义风格，内部为大理石地板。
金属列车棚宽23米，高18米，长87米。列车棚最初由居斯塔夫·埃菲尔为巴黎1889年世界博览会的俄罗斯馆和奥匈帝国馆设计，1891年迁至该站。
该站于1991年12月关闭，由尼斯CP站取代。2000年，废弃的车站建筑所有权由国家移交尼斯市，并有计划拆除金属列车棚、玻璃屋顶和立面。公众舆论哗然，2004年文化部长宣布停止拆迁计划。立面和列车棚在2002年和2005年先后列为历史古迹加以保护。2005年5月12日，文化部批准了Pierre-Louis Faloci保留车站建筑以及金属列车棚的新设计。2013年，改建为图书馆。